# Johan Wahlund
Johan Wahlund, född 10 september 1836 i Nordmarks socken, Värmlands län, död 30 januari 1919 i Östhammar, var en svensk borgmästare.
Wahlund blev student vid Uppsala universitet 1854, avlade hovrättsexamen 1858, kameralexamen 1858 och blev vice häradshövding 1863. Han blev e.o. kanslist i Kammarrätten i Stockholm samma år och vice auditör 1876 samt utnämndes till borgmästare i Öregrunds stad och Östhammars stad 1876. Han invaldes som ledamot av Kungliga Samfundet för utgivande av handskrifter rörande Skandinaviens historia 1897.